# Общая дегенерация

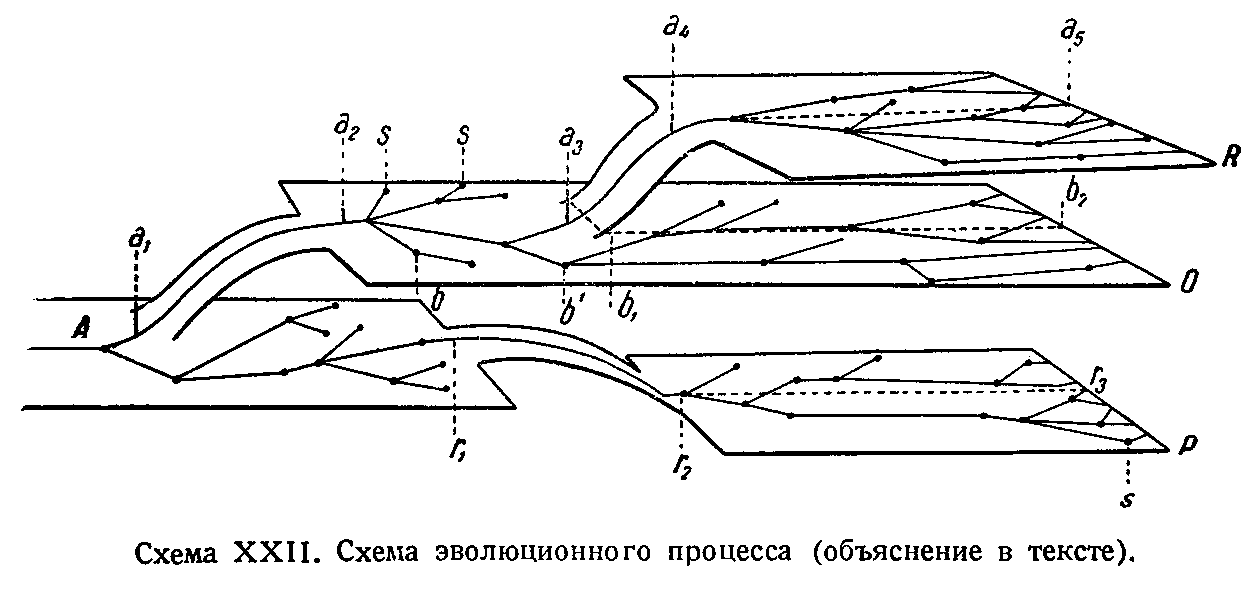
Классическая схема, изображающая основные формы эволюционного процесса по А. Н. Северцову: ароморфоз (a), идиоадаптацию (b) и общую дегенерацию (r).

Общая дегенерация — одно из направлений эволюционного процесса, связанное с упрощением организации, в том числе утратой органов и их систем. Термин предложен А. Н. Северцовым, считавшим общую дегенерацию одним из основных направлений эволюционного процесса и одним из способов достижения биологического прогресса.
Общая дегенерация, по Северцову, связана с морфофизиологическим регрессом — упрощением организации. Происходит при переходе от активного образа жизни к более пассивному. Так, малая подвижность и пассивный тип питания двустворчатых моллюсков привели к исчезновению головы, ленточные черви утратили пищеварительную систему.
При дегенерации естественным путём устраняются органы, потерявшие прежнее значение; открываются возможности для большего использования готовых энергетических материалов.